# Monte Valenza
Monte Valenza, frazione del comune di Valenza, in provincia di Alessandria, è località nota per le due fonti d'acqua sulfurea Sanatrix e Angelica, che furono scoperte nel 1881; attualmente sono inserite in un vasto complesso turistico comprendente Hotel-Ristorante, piscine, campi di tennis e un mini-zoo

## Storia
Il borgo di Monte, proprietà dell'Abate di Sant'Ambrogio di Milano sin dalla fine del IX secolo, nel '200 passò al Marchese del Monferrato che lo diede in feudo a certi Cattanei (definizione generica di conti rurali, castellani, capitani). Nel 1347, la proprietà tornò ai Paleologi del Monferrato ed infine ai Duchi di Milano. Da allora Valenza e Monte sono uniti e il sobborgo viene amministrato dal Comune valenzano.